# Stazione di Akita
La stazione di Akita (秋田駅?, Akita-eki) è la stazione centrale di Akita, nell'omonima prefettura, in Giappone, ed è gestita da JR East.

## Treni a lunga percorrenza
- Komachi (Tokyo - Akita)
- Tsugaru (Akita - Aomori)
- Inaho (Niigata - Sakata - Akita)
- Akebono (Ueno - Aomori)
- Nihonkai (Osaka - Aomori)